# Блинкова, Фёкла Сергеевна
Фёкла Сергеевна Блинкова (3 октября 1904 — 19 сентября 1987) — передовик советского сельского хозяйства, звеньевая колхоза «Красный торфяник» Краснинского района Орловской области, Герой Социалистического Труда (1948).

## Биография
Родилась 3 октября 1904 года в селе Сергиевское Лебедянского уезда Тамбовской губернии, ныне Краснинского района Липецкой области. 
Трудиться начала рано. Наравне со взрослыми работала в поле, помогала семье, которая жила очень бедно. В 1930-е годы одна из первых вступила в местный колхоз «Красный торфяник», стала работать рядовой колхозницей, позже перешла на работу заведующей молочно-товарной фермой. Была назначена звеньевой полеводческой бригады. Очень быстро звено Блинковой добилось рекордных урожаев зерновых культур.
Во время Великой Отечественной войны Фёкла Сергеевна работала в полеводческом звене. Пахала землю, убирала урожай, трудилась день и ночь во благо Отечества. Её звено постоянно оставалось первым во всех работах - в прополке посевов, вывозке удобрений, подготовке семян… И после войны она заботилась о каждом стебельке на своём поле, бережно относясь к своему труду. В 1947 году коллективу Блинковой удалось собрать по 31 центнеру ржи с каждого гектара.      
Указом Президиума Верховного Совета СССР от 30 марта 1948 года Фёкле Сергеевне Блинковой было присвоено звание Героя Социалистического Труда с вручением ордена Ленина и медали «Серп и Молот».
В последующие годы продолжала работать в сельском хозяйстве. Почти сорок лет отдала она работе в родном для себя колхозе. Даже находясь на пенсии продолжала работать, сторожила колхозную мельницу. 
Избиралась депутатом Орловского областного Совета депутатов трудящихся (1951-1956).
Проживала в родном селе. Умерла 19 сентября 1987 года. Похоронена на сельском кладбище.

## Награды
За трудовые успехи была удостоена:
- золотая звезда «Серп и Молот» (30.03.1948);
- орден Ленина (30.03.1948);
- другие медали.